# Antonio Bodrero
Antonio Bodrero (Frasso, Valls Occitanes, 1921 - 1999) fou un poeta i polític en occità del Piemont, conegut com a Tòni Bodriè, Barba Toni o Barba Toni Baudrier. Va escriure poesia en occità i en piemontès, molt lloada per la crítica, on denuncia l'espoliació de la muntanya, defensa la cultura regional, la lluita de les classes i l'harmonia de l'home amb la natura. En els anys 1990 va prestar suport la Llista per Trieste, la Union Piemontèisa i després la Lliga Nord.

## Obres
- Fraisse e mèl
- Solestrelh òucitan
- Val d'Inghildon: poesìe piemontèise (1974)
- Sust (1985)